# Élections législatives de 1973 dans la Seine-Maritime
Les élections législatives françaises de 1973 se déroulent les 4 et 11 mars 1973. Dans le département de la Seine-Maritime, dix députés sont à élire dans le cadre de dix circonscriptions.

## Élus
| Circonscription | Député sortant    | Parti | Parti | Député élu ou réélu | Parti | Parti |
| --------------- | ----------------- | ----- | ----- | ------------------- | ----- | ----- |
| 1re             | Roger Dusseaulx   |       | UDR   | Jean Lecanuet       |       | CD    |
| 2e              | Tony Larue        |       | PS    | Tony Larue          |       | PS    |
| 3e              | Roland Leroy      |       | PCF   | Roland Leroy        |       | PCF   |
| 4e              | Olivier de Sarnez |       | UDR   | André Martin        |       | MDSF  |
| 5e              | André Bettencourt |       | RI    | André Bettencourt   |       | RI    |
| 6e              | Maurice Georges   |       | UDR   | Maurice Georges     |       | UDR   |
| 7e              | André Duroméa     |       | PCF   | André Duroméa       |       | PCF   |
| 8e              | Roger Fossé       |       | UDR   | Roger Fossé         |       | UDR   |
| 9e              | Raymond Offroy    |       | UDR   | Raymond Offroy      |       | UDR   |
| 10e             | Georges Delatre   |       | UDR   | Georges Delatre     |       | UDR   |

## Résultats

### Résultats à l'échelle du département
| Parti                 | Parti                                   | Premier tour | Premier tour | Second tour | Second tour | Sièges |
| Parti                 | Parti                                   | Voix         | %            | Voix        | %           | Sièges |
| --------------------- | --------------------------------------- | ------------ | ------------ | ----------- | ----------- | ------ |
|                       | Parti communiste français               | 149 831      | 27,99        | 146 041     | 31,27       | 2      |
|                       | Parti socialiste                        | 80 163       | 14,97        | 58 237      | 12,47       | 1      |
|                       | Parti socialiste unifié                 | 15 366       | 2,87         |             |             | 0      |
|                       | Mouvement des radicaux de gauche        | 9 717        | 1,81         | 17 462      | 3,74        | 0      |
|                       | Union de la gauche                      | 255 077      | 47,64        | 221 740     | 47,48       | 3      |
|                       |                                         |              |              |             |             |        |
|                       | Union des démocrates pour la République | 106 933      | 19,97        | 127 328     | 27,27       | 4      |
|                       | Républicains indépendants               | 60 127       | 11,23        | 55 888      | 11,97       | 1      |
|                       | Divers droite                           | 11 639       | 2,17         |             |             | 0      |
|                       | Union des républicains de progrès       | 178 699      | 33,38        | 183 216     | 39,23       | 5      |
|                       |                                         |              |              |             |             |        |
|                       | Mouvement réformateur                   | 91 752       | 17,14        | 62 045      | 13,29       | 2      |
|                       | Extrême gauche dont LO                  | 7 678        | 1,43         |             |             | 0      |
|                       | Front national                          | 2 185        | 0,41         | 0           |             |        |
|                       |                                         |              |              |             |             |        |
| Inscrits              | Inscrits                                | 659 882      | 100,00       | 593 994     | 100,00      | 10     |
| Abstentions           | Abstentions                             | 112 086      | 16,99        | 107 416     | 18,08       |        |
| Votants               | Votants                                 | 547 796      | 83,01        | 486 578     | 81,92       |        |
| Blancs et nuls        | Blancs et nuls                          | 12 405       | 2,26         | 19 577      | 4,02        |        |
| Exprimés              | Exprimés                                | 535 391      | 97,74        | 467 001     | 95,98       |        |
| Source : Data.gouv.fr |                                         |              |              |             |             |        |

### Résultats par circonscription

#### Première circonscription (Rouen-Nord)
| Candidat                    | Candidat                | Parti          | Premier tour | Premier tour | Second tour | Second tour |  |
| Candidat                    | Candidat                | Parti          | Voix         | %            | Voix        | %           |  |
| --------------------------- | ----------------------- | -------------- | ------------ | ------------ | ----------- | ----------- |  |
|                             | Jean Lecanuet élu       | CD (PDM)       | 18 431       | 36,32        | 29 904      | 62,16       |  |
|                             | Roger Dusseaulx sortant | UDR (URP)      | 12 288       | 24,22        | Retrait     | Retrait     |  |
|                             | Victor Blot             | PCF            | 9 818        | 19,35        | 18 207      | 37,84       |  |
|                             | Jean Barré              | PS (UGSD)      | 5 539        | 10,92        |             |             |  |
|                             | Odette Cahier           | PSU            | 1 877        | 3,7          |             |             |  |
|                             | Raoul Leroy             | Divers droite  | 846          | 1,67         |             |             |  |
|                             | Alain Letuvé            | LCR            | 743          | 1,46         |             |             |  |
|                             | Élisabeth Descottes     | Divers droite  | 650          | 1,28         |             |             |  |
|                             | François Lefèvre        | FN             | 552          | 1,09         |             |             |  |
|                             |                         |                |              |              |             |             |  |
| Inscrits                    | Inscrits                | Inscrits       | 63 741       | 100,00       | 63 737      | 100,00      |  |
| Abstentions                 | Abstentions             | Abstentions    | 12 018       | 18,85        | 13 007      | 20,41       |  |
| Votants                     | Votants                 | Votants        | 51 723       | 81,15        | 50 730      | 79,59       |  |
| Blancs et nuls              | Blancs et nuls          | Blancs et nuls | 979          | 1,89         | 2 619       | 5,16        |  |
| Exprimés                    | Exprimés                | Exprimés       | 50 744       | 98,11        | 48 111      | 94,84       |  |
| Source : Gallica et CEVIPOF |                         |                |              |              |             |             |  |

#### Deuxième circonscription (Elbeuf)
| Candidat                    | Candidat                 | Parti          | Premier tour | Premier tour | Second tour | Second tour |  |
| Candidat                    | Candidat                 | Parti          | Voix         | %            | Voix        | %           |  |
| --------------------------- | ------------------------ | -------------- | ------------ | ------------ | ----------- | ----------- |  |
|                             | Tony Larue sortant réélu | PS (UGSD)      | 22 419       | 35,77        | 40 359      | 66,45       |  |
|                             | Henri Levillain          | PCF            | 16 966       | 27,07        | Retrait     | Retrait     |  |
|                             | Claude Chevrier          | UDR (URP)      | 13 769       | 21,97        | 20 381      | 33,55       |  |
|                             | Roger Alliaud            | MR             | 6 334        | 10,11        |             |             |  |
|                             | Michel Canaple           | PSU            | 1 810        | 2,89         |             |             |  |
|                             | Raymond Gabet            | LO             | 1 380        | 2,2          |             |             |  |
|                             |                          |                |              |              |             |             |  |
| Inscrits                    | Inscrits                 | Inscrits       | 76 377       | 100,00       | 76 366      | 100,00      |  |
| Abstentions                 | Abstentions              | Abstentions    | 12 327       | 16,14        | 13 566      | 17,76       |  |
| Votants                     | Votants                  | Votants        | 64 050       | 83,86        | 62 800      | 82,24       |  |
| Blancs et nuls              | Blancs et nuls           | Blancs et nuls | 1 372        | 2,14         | 2 060       | 3,28        |  |
| Exprimés                    | Exprimés                 | Exprimés       | 62 678       | 97,86        | 60 740      | 96,72       |  |
| Source : Gallica et CEVIPOF |                          |                |              |              |             |             |  |

#### Troisième circonscription (Rouen-Sud)
| Candidat                    | Candidat                   | Parti          | Premier tour | Premier tour | Second tour | Second tour |  |
| Candidat                    | Candidat                   | Parti          | Voix         | %            | Voix        | %           |  |
| --------------------------- | -------------------------- | -------------- | ------------ | ------------ | ----------- | ----------- |  |
|                             | Roland Leroy sortant réélu | PCF            | 19 103       | 35,88        | 27 420      | 53,38       |  |
|                             | André Danet                | RI (URP)       | 14 028       | 26,35        | 23 950      | 46,62       |  |
|                             | Serge Huguerre             | MDSF (MR)      | 9 726        | 18,27        | Retrait     | Retrait     |  |
|                             | Daniel Chevallier          | PS (UGSD)      | 7 753        | 14,56        | Retrait     | Retrait     |  |
|                             | Pierre Bourguignon         | PSU            | 1 937        | 3,64         |             |             |  |
|                             | Gérard Filoche             | LCR            | 687          | 1,29         |             |             |  |
|                             |                            |                |              |              |             |             |  |
| Inscrits                    | Inscrits                   | Inscrits       | 67 158       | 100,00       | 67 116      | 100,00      |  |
| Abstentions                 | Abstentions                | Abstentions    | 12 818       | 19,09        | 13 164      | 19,61       |  |
| Votants                     | Votants                    | Votants        | 54 340       | 80,91        | 53 952      | 80,39       |  |
| Blancs et nuls              | Blancs et nuls             | Blancs et nuls | 1 106        | 2,04         | 2 582       | 4,79        |  |
| Exprimés                    | Exprimés                   | Exprimés       | 53 234       | 97,96        | 51 370      | 95,21       |  |
| Source : Gallica et CEVIPOF |                            |                |              |              |             |             |  |

#### Quatrième circonscription (Pavilly)
| Candidat         | Candidat                  | Parti          | Premier tour | Premier tour | Second tour | Second tour |  |
| Candidat         | Candidat                  | Parti          | Voix         | %            | Voix        | %           |  |
| ---------------- | ------------------------- | -------------- | ------------ | ------------ | ----------- | ----------- |  |
|                  | Colette Privat            | PCF            | 18 646       | 31,45        | 27 427      | 46,04       |  |
|                  | André Martin élu          | MDSF (MR)      | 13 344       | 22,5         | 32 141      | 53,96       |  |
|                  | Maurice Belpomme          | UDR (URP)      | 9 553        | 16,11        | Retrait     | Retrait     |  |
|                  | Olivier de Sarnez sortant | RI             | 7 270        | 12,26        | Retrait     | Retrait     |  |
|                  | Marc Massion              | PS (UGSD)      | 6 498        | 10,96        |             |             |  |
|                  | Claude Duval              | PSU            | 2 062        | 3,48         |             |             |  |
|                  | Michel Bodin              | LO             | 1 412        | 2,38         |             |             |  |
|                  | Jacques Dupont            | Extrême gauche | 510          | 0,86         |             |             |  |
|                  |                           |                |              |              |             |             |  |
| Inscrits         | Inscrits                  | Inscrits       | 73 660       | 100,00       | 73 639      | 100,00      |  |
| Abstentions      | Abstentions               | Abstentions    | 12 668       | 17,2         | 12 299      | 16,7        |  |
| Votants          | Votants                   | Votants        | 60 992       | 82,8         | 61 340      | 83,3        |  |
| Blancs et nuls   | Blancs et nuls            | Blancs et nuls | 1 697        | 2,78         | 1 772       | 2,89        |  |
| Exprimés         | Exprimés                  | Exprimés       | 59 295       | 97,22        | 59 568      | 97,11       |  |
| Source : CEVIPOF |                           |                |              |              |             |             |  |

#### Cinquième circonscription (Fécamp)
| Candidat                    | Candidat                        | Parti          | Premier tour | Premier tour | Second tour | Second tour |  |
| Candidat                    | Candidat                        | Parti          | Voix         | %            | Voix        | %           |  |
| --------------------------- | ------------------------------- | -------------- | ------------ | ------------ | ----------- | ----------- |  |
|                             | André Bettencourt sortant réélu | RI (URP)       | 27 837       | 49,9         | 31 938      | 60,53       |  |
|                             | Claude Malandain                | PCF            | 11 240       | 20,15        | 20 830      | 39,47       |  |
|                             | Michel Bérégovoy                | PS (UGSD)      | 7 133        | 12,79        | Retrait     | Retrait     |  |
|                             | Pascal Salin                    | MR             | 5 738        | 10,29        |             |             |  |
|                             | Pierre Roussel                  | PSU            | 2 873        | 5,15         |             |             |  |
|                             | Gérard Quillaud                 | LCR            | 964          | 1,73         |             |             |  |
|                             |                                 |                |              |              |             |             |  |
| Inscrits                    | Inscrits                        | Inscrits       | 68 295       | 100,00       | 68 274      | 100,00      |  |
| Abstentions                 | Abstentions                     | Abstentions    | 11 210       | 16,41        | 13 106      | 19,2        |  |
| Votants                     | Votants                         | Votants        | 57 085       | 83,59        | 55 168      | 80,8        |  |
| Blancs et nuls              | Blancs et nuls                  | Blancs et nuls | 1 300        | 2,28         | 2 400       | 4,35        |  |
| Exprimés                    | Exprimés                        | Exprimés       | 55 785       | 97,72        | 52 768      | 95,65       |  |
| Source : Gallica et CEVIPOF |                                 |                |              |              |             |             |  |

#### Sixième circonscription (Le Havre-Ouest)
| Candidat                    | Candidat                      | Parti          | Premier tour | Premier tour | Second tour | Second tour |  |
| Candidat                    | Candidat                      | Parti          | Voix         | %            | Voix        | %           |  |
| --------------------------- | ----------------------------- | -------------- | ------------ | ------------ | ----------- | ----------- |  |
|                             | Maurice Georges sortant réélu | UDR (URP)      | 19 456       | 28,79        | 36 039      | 55,84       |  |
|                             | Daniel Colliard               | PCF            | 18 572       | 27,48        | 28 506      | 44,16       |  |
|                             | Jean-Marc Olivier             | MR             | 8 331        | 12,33        |             |             |  |
|                             | Michel Dubosc                 | CNIP           | 8 231        | 12,18        |             |             |  |
|                             | Georges Peyratout             | PS (UGSD)      | 7 980        | 11,81        |             |             |  |
|                             | Paul Reguer                   | PSU            | 2 003        | 2,96         |             |             |  |
|                             | Maurice Fontaine              | Divers droite  | 1 050        | 1,55         |             |             |  |
|                             | Christian Châtillon           | LCR            | 992          | 1,47         |             |             |  |
|                             | Pierre Povie                  | FN             | 973          | 1,44         |             |             |  |
|                             |                               |                |              |              |             |             |  |
| Inscrits                    | Inscrits                      | Inscrits       | 84 114       | 100,00       | 84 106      | 100,00      |  |
| Abstentions                 | Abstentions                   | Abstentions    | 15 070       | 17,92        | 16 530      | 19,65       |  |
| Votants                     | Votants                       | Votants        | 69 044       | 82,08        | 67 576      | 80,35       |  |
| Blancs et nuls              | Blancs et nuls                | Blancs et nuls | 1 456        | 2,11         | 3 031       | 4,49        |  |
| Exprimés                    | Exprimés                      | Exprimés       | 67 588       | 97,89        | 64 545      | 95,51       |  |
| Source : Gallica et CEVIPOF |                               |                |              |              |             |             |  |

#### Septième circonscription (Le Havre-Est)
|                  | André Duroméa sortant réélu | PCF            | 28 528 | 53,54  |  |  |  |
|                  | René Rabaste                | RI (URP)       | 10 992 | 20,63  |  |  |  |
|                  | Jacqueline Rubé             | PS (UGSD)      | 5 424  | 10,18  |  |  |  |
|                  | Bernard Bourlé              | MR             | 4 128  | 7,75   |  |  |  |
|                  | Jean Defrène                | PSU            | 2 128  | 3,99   |  |  |  |
|                  | François Le Perf            | Divers droite  | 862    | 1,62   |  |  |  |
|                  | Jean Cadiou                 | FN             | 660    | 1,24   |  |  |  |
|                  | Wilfrid Pasquet             | LCR            | 557    | 1,05   |  |  |  |
|                  |                             |                |        |        |  |  |  |
| Inscrits         | Inscrits                    | Inscrits       | 65 748 | 100,00 |  |  |  |
| Abstentions      | Abstentions                 | Abstentions    | 11 231 | 17,08  |  |  |  |
| Votants          | Votants                     | Votants        | 54 517 | 82,92  |  |  |  |
| Blancs et nuls   | Blancs et nuls              | Blancs et nuls | 1 238  | 2,27   |  |  |  |
| Exprimés         | Exprimés                    | Exprimés       | 53 279 | 97,73  |  |  |  |
| Source : CEVIPOF |                             |                |        |        |  |  |  |

#### Huitième circonscription (Yvetot)
| Candidat                    | Candidat                  | Parti          | Premier tour | Premier tour | Second tour | Second tour |  |
| Candidat                    | Candidat                  | Parti          | Voix         | %            | Voix        | %           |  |
| --------------------------- | ------------------------- | -------------- | ------------ | ------------ | ----------- | ----------- |  |
|                             | Roger Fossé sortant réélu | UDR (URP)      | 20 489       | 47,37        | 24 001      | 57,88       |  |
|                             | Pierre Bobée              | MRG (UGSD)     | 9 717        | 22,46        | 17 462      | 42,11       |  |
|                             | Pierre Menet              | PCF            | 6 612        | 15,28        | Retrait     | Retrait     |  |
|                             | Michel Poimbœuf           | CD (MR)        | 6 429        | 14,86        | Retrait     | Retrait     |  |
|                             |                           |                |              |              |             |             |  |
| Inscrits                    | Inscrits                  | Inscrits       | 51 898       | 100,00       | 51 885      | 100,00      |  |
| Abstentions                 | Abstentions               | Abstentions    | 7 562        | 14,57        | 8 702       | 16,77       |  |
| Votants                     | Votants                   | Votants        | 44 336       | 85,43        | 43 183      | 83,23       |  |
| Blancs et nuls              | Blancs et nuls            | Blancs et nuls | 1 089        | 2,46         | 1 720       | 3,98        |  |
| Exprimés                    | Exprimés                  | Exprimés       | 43 247       | 97,54        | 41 463      | 96,02       |  |
| Source : Gallica et CEVIPOF |                           |                |              |              |             |             |  |

#### Neuvième circonscription (Dieppe)
| Candidat                    | Candidat                     | Parti          | Premier tour | Premier tour | Second tour | Second tour |  |
| Candidat                    | Candidat                     | Parti          | Voix         | %            | Voix        | %           |  |
| --------------------------- | ---------------------------- | -------------- | ------------ | ------------ | ----------- | ----------- |  |
|                             | Raymond Offroy sortant réélu | UDR (URP)      | 15 600       | 31,15        | 25 700      | 52,08       |  |
|                             | Irénée Bourgois              | PCF            | 15 190       | 30,33        | 23 651      | 47,92       |  |
|                             | Louis Boisson                | Rad (MR)       | 11 025       | 22,01        | Retrait     | Retrait     |  |
|                             | Maurice Séveno               | PS (UGSD)      | 7 161        | 14,3         | Retrait     | Retrait     |  |
|                             | Jean Gondonneau              | PSU            | 676          | 1,35         |             |             |  |
|                             | Didier Étave                 | LCR            | 433          | 0,86         |             |             |  |
|                             |                              |                |              |              |             |             |  |
| Inscrits                    | Inscrits                     | Inscrits       | 60 131       | 100,00       | 60 119      | 100,00      |  |
| Abstentions                 | Abstentions                  | Abstentions    | 9 043        | 15,04        | 8 737       | 14,53       |  |
| Votants                     | Votants                      | Votants        | 51 088       | 84,96        | 51 382      | 85,47       |  |
| Blancs et nuls              | Blancs et nuls               | Blancs et nuls | 1 003        | 1,96         | 2 031       | 3,95        |  |
| Exprimés                    | Exprimés                     | Exprimés       | 50 085       | 98,04        | 49 351      | 96,05       |  |
| Source : Gallica et CEVIPOF |                              |                |              |              |             |             |  |

#### Dixième circonscription (Gournay-en-Bray)
| Candidat                    | Candidat                      | Parti          | Premier tour | Premier tour | Second tour | Second tour |  |
| Candidat                    | Candidat                      | Parti          | Voix         | %            | Voix        | %           |  |
| --------------------------- | ----------------------------- | -------------- | ------------ | ------------ | ----------- | ----------- |  |
|                             | Georges Delatre sortant réélu | UDR (URP)      | 15 778       | 39,99        | 21 207      | 54,26       |  |
|                             | Roger Thiébault               | PS (UGSD)      | 10 256       | 25,99        | 17 878      | 45,74       |  |
|                             | Étienne des Roys              | CD (MR)        | 8 266        | 20,95        | Retrait     | Retrait     |  |
|                             | Christiane Fiocre             | PCF            | 5 156        | 13,07        | Retrait     | Retrait     |  |
|                             |                               |                |              |              |             |             |  |
| Inscrits                    | Inscrits                      | Inscrits       | 48 760       | 100,00       | 48 752      | 100,00      |  |
| Abstentions                 | Abstentions                   | Abstentions    | 8 139        | 16,69        | 8 305       | 17,04       |  |
| Votants                     | Votants                       | Votants        | 40 621       | 83,31        | 40 447      | 82,96       |  |
| Blancs et nuls              | Blancs et nuls                | Blancs et nuls | 1 165        | 2,87         | 1 362       | 3,37        |  |
| Exprimés                    | Exprimés                      | Exprimés       | 39 456       | 97,13        | 39 085      | 96,63       |  |
| Source : Gallica et CEVIPOF |                               |                |              |              |             |             |  |